# Not Guilty (brano musicale)
Not Guilty è un brano di George Harrison, pubblicato sul suo eponimo album del 1979. Il pezzo, originariamente pensato per il White Album del 1968, venne registrato dai Beatles; la loro versione è stata inclusa sull'Anthology 3 del 1996.

## Il brano

### Composizione
George Harrison, in un'intervista al Rolling Stone Magazine nell'aprile 1979, ricordò che la scrisse dopo Rishikesh, per il White Album. L'autore ha considerato le liriche accettabili; in alcune ci sono riferimenti al Maharishi Mahesh Yogi. Ha anche detto che gli piace la melodia, e che poteva diventare un brano di successo per Peggy Lee "o qualcun altro". Il testo ricorda la controcultura degli anni sessanta, e anche la frustrazione di Harrison per la sua posizione nella band: infatti, non considerava prese in considerazione le sue canzoni in confronto a quelle Lennon-McCartney. Il componimento ritmico è molto irregolare, con cambi di chiave e di ritmo. È stato considerato un peccato non averla inclusa nel white album.

### Registrazione
Un demo venne registrato il 24 maggio 1968 a Kinfauns, la casa di Harrison nel Surrey. In quell'occasione, ogni beatle fece sentire agli altri i brani che aveva composto. La maggior parte di questi brani vennero poi pubblicati sul White Album, ma ci furono canzoni, fra cui Not Guilty, che vennero momentaneamente messe da parte e poi riprese dagli autori: Child of Nature, che in seguito divenne Jealous Guy di Lennon, Circles, che poi Harrison pubblicò su Gone Troppo del 1982 e Junk di McCartney, poi pubblicata sull'eponimo album del 1970.
I Beatles stettero però a lungo sulla canzone: ne vennero registrate 102 takes.
- il 7 agosto iniziarono a lavorare sul pezzo: vennero registrati 46 nastri della base ritmica (la chitarra, il basso, il piano elettrico e la batteria). I primi 18 erano solo l'intro; oltre queste, solo cinque erano complete.
- l'8 agosto vennero registrati i nastri di base ritmica dal 47° al 101°; in questo caso, il piano elettrico venne rimpiazzato da un clavicembalo
- il 9 agosto il brano venne ridotto per aggiungere spazio nel registratore, per cui la 99° take divenne la 102°. In una sessione durata oltre sei ore, vennero aggiunte altre parti di chitarra solista, basso elettrico e batteria. Il riff caratterizzante di chitarra venne registrato da Harrison nella sala di controllo, usando il suo amplificatore preso dallo studio, per causare un effetto eco[1]. Nella stessa seduta venne registrata anche Mother Nature's Son[9]
- il 12 agosto, nella sala di controllo, Harrison aggiunse una seconda voce solista, con la stessa tecnica utilizzata per la chitarra nella sessione precedente[1]

Le sedute vennero prodotte da George Martin.
Il 27 agosto venne fatta una copia di Not Guilty in una sessione pomeridiana di mezz'ora; nella stessa occasione, vennero copiate anche Ob-La-Di, Ob-La-Da, Blackbird e Revolution 9.
Un primo mixaggio monofonico venne realizzato alla fine di quest'ultima sessione, mentre quello stereo venne creato da Geoff Emerick nei primi anni ottanta, prendendo come base la take 102; quest'ultimo era ipotizzato per l'album Sessions della EMI, poi non pubblicato. Venne poi pubblicato sull'Anthology 3.
La versione di George Harrison è stata invece registrata al F.P.S.H.O.T. Studios, lo studio privato di Harrison; venne prodotta da George stesso e da Russ Titelman. Il chitarrista ha affermato di essersi ricordato della canzone solo dopo aver ascoltato il demo degli anni sessanta.

## Formazione

### Versione di "George Harrison"
- George Harrison: voce, chitarra acustica
- Willie Weeks: basso elettrico
- Stevie Winwood: piano elettrico
- Andy Newmark: batteria
- Ray Cooper: percussioni
- Emil Richards: marimba
- Gayle Levant: arpa[2]

### Versione dell'"Anthology 3"
- George Harrison: voce, chitarre
- Paul McCartney: basso elettrico
- Ringo Starr: batteria
- Chris Thomas: clavicembalo[1]